# Osielsko
Osielsko je vesnice ve gmině Osielsko v okrese Bydhošť v Polsku Kujavsko-pomořském vojvodství v severním Polsku, leží severně od hlavního města vojvodství, Bydhošti.

## Historie
První zmínka o této obci z roku 1250, kdy je uváděna jako vlastnictví kujavských biskupů z Włocławka.